# Phasis zeuxo
Phasis zeuxo är en fjärilsart som beskrevs av Carl von Linné 1764. Phasis zeuxo ingår i släktet Phasis och familjen juvelvingar. Inga underarter finns listade i Catalogue of Life.